# San Andrés Tepetlapa
San Andrés Tepetlapa es una localidad del estado mexicano de Oaxaca. Es cabecera del municipio de San Andrés Tepetlapa.

## Demografía
| Censo | Población |
| ----- | --------- |
| 1900  | 501       |
| 1910  | 579       |
| 1921  | 478       |
| 1930  | 444       |
| 1940  | 539       |
| 1950  | 744       |
| 1960  | 714       |
| 1970  | 622       |
| 1980  | 620       |
| 1990  | 585       |
| 1995  | 352       |
| 2000  | 548       |
| 2005  | 478       |
| 2010  | 475       |
| 2020  | 381       |